# Centro cultural San Ildefonso
Centro Cultural San Ildefonso, es un museo para exposiciones de la Diputación de Toledo ubicado en un edificio singular que fue antaño el antiguo Cementerio del Hospital de la Misericordia construido en 1840 y reformado en 1980.

## Historia
EL Cementerio también conocido como La Beneficencia se erigió aprovechando la Ermita y la zona cercada de San Ildefonso, sobre la tumba del obispo toledano San Ildefonso, cuyos restos se encontraban en la antigua basílica visigoda de Santa Leocadia antes de que fueron traslados a Zamora.
Aparece documentado ya en el año 1209, y se supone que ahí ya existiera algún otro templo cristiano. Durante la guerra de la independencia en 1814 se quemaron la Ermita de San Ildefonso y Santa Leocadia.
El edificio reformado alberga hoy en el lugar de los nichos funerarios de la Arquería, las exposiciones y conferencias del museo del Centro Cultural de San Ildefonso.

## Exposiciones
Se organizan conferencias audiovisuales y exposiciones temporales de artistas locales e internacionales así como exposiciones temáticas. Ahí han expuesto sus obras artistas españoles como Alberto Romero, Ignacio Llamas,Timoteo Sisilia, José Delgado Espinosa, OhnumaTadashi, Miguel Ángel Quijada, El Grupo Estación,y se mostró la exposición sobre la tolerancia Coctel con Daniel Garbade, José Saramago, Rafael Alberti, Vicente Molina Foix y Leopoldo Alas en 1996, con obras cedidas de la colección Floersheimer.